# Henry C. De Mille
Henry Churchill De Mille (Washington, 17 settembre 1853 – Pompton Lakes, 10 febbraio 1893) è stato un commediografo statunitense.

## Biografia
Nato nel Nord Carolina con il nome Henry Churchill De Mille, figlio di William Edward de Mille e Margaret Blount Hoyt, fu uomo di chiesa e di teatro. Pastore della chiesa episcopale, lavorò come commediografo in collaborazione con il famoso impresario e scrittore David Belasco. Dal suo matrimonio con Matilda Beatrice Samuel, nacquero William C. De Mille (1878), Cecil B. De Mille (1881) e Agnes Beatrice De Mille (1891-1895).
Beatrice, che era un'inglese di religione ebraica, apparteneva a un'importante famiglia sefardita che si oppose al suo matrimonio con De Mille. La ragazza, per potersi sposare, scappò negli Stati Uniti dove si convertì al cristianesimo. Il matrimonio venne celebrato a Brooklyn.
De Mille scrisse alcune opere teatrali, tra cui Lord Chumley, che venne portata al successo da Maude Adams, una delle grandi attrici teatrali dell'epoca. Il testo venne adattato anche per il cinema, dove ebbe come protagonista la grande Lillian Gish.
Henry C. De Mille morì di polmonite nel 1893, lasciando Beatrice vedova con i figli da crescere (la figlia morirà due anni dopo, nel 1895).

## Spettacoli teatrali

### Commediografo
- The Main Line - settembre 1886
- The Wife coautore David Belasco - 1º novembre 1887
- Lord Chumley coautore David Belasco - prima: 21 agosto 1888
- The Wife coautore David Belasco (ripresa) - 1º novembre 1887
- The Charity Ball coautore David Belasco - 19 novembre 1889
- Men and Women coautore David Belasco - 21 ottobre 1890

### Regista
- The Wife di David Belasco e Henry C. De Mille - 1º novembre 1887

## Filmografia
- The Wife, regia di David Miles (1914)
- Men and Women, regia di James Kirkwood (1914)
- The Lost Paradise, regia di J. Searle Dawley (1914)
- Men and Women, regia di William C. de Mille (1925)